# Donovan Ricketts
Donovan Ricketts (Montego Bay, 1977. június 7. –) jamaicai válogatott labdarúgókapus.
A jamaicai válogatott tagjaként részt vett a 2003-as, a 2005-ös, a 2009-es és a 2011-es CONCACAF-aranykupán, illetve az 1998-as világbajnokságon.

## Sikerei, díjai
Los Angeles Galaxy
- MLS bajnok (1): 2011

Jamaica
- Karibi kupa győztes (2): 2005, 2008